# Campus Gustavo Galindo Velasco

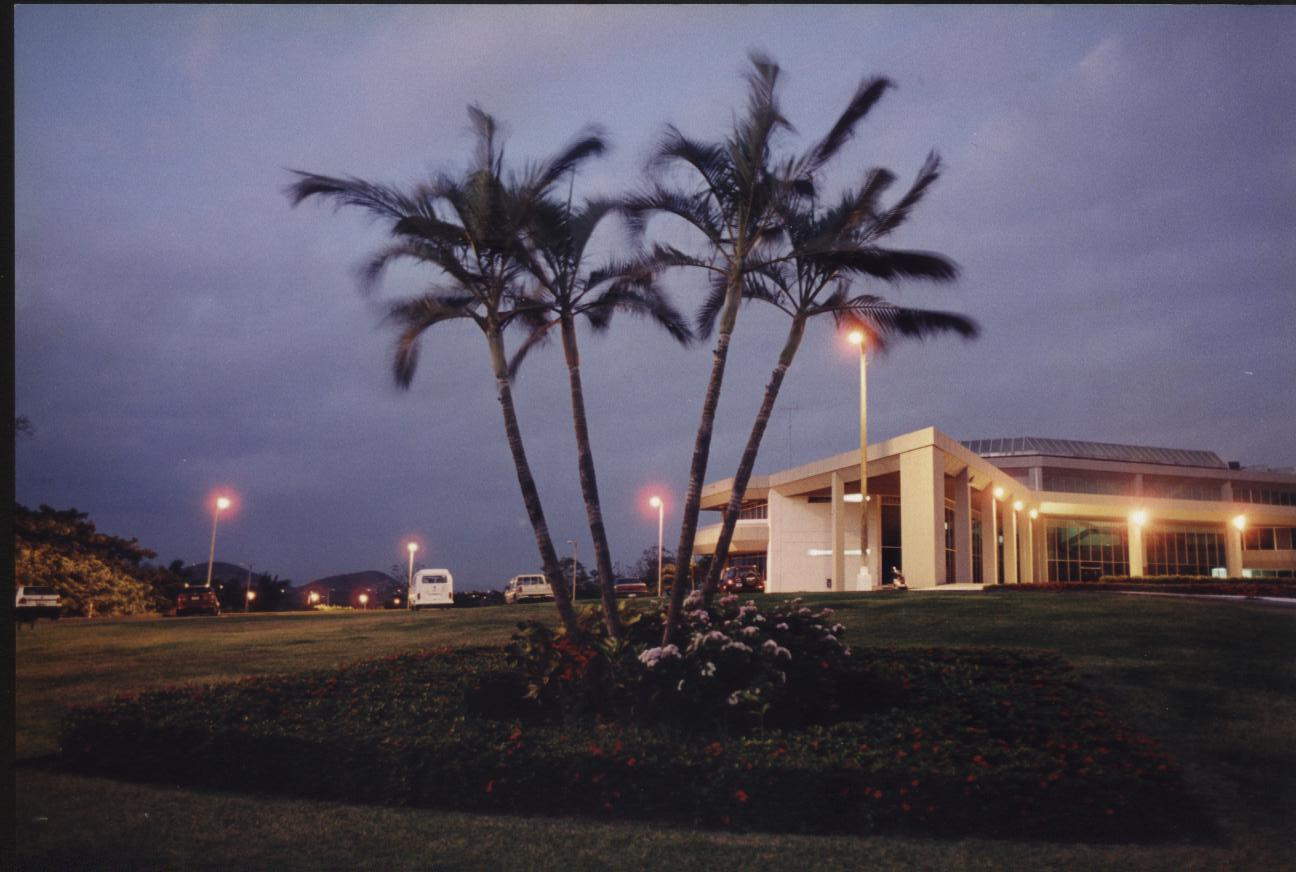
Vista del edificio del Rectorado por la noche.

El Campus "Gustavo Galindo Velasco", también conocido como Campus Prosperina, es una ciudad universitaria ubicada en la ciudad de Guayaquil, Ecuador. Es uno de los seis campus y el principal de la Escuela Superior Politécnica del Litoral (ESPOL), donde se encuentran las oficinas de la administración central de la universidad. Otras edificios de la universidad se encuentran en otras partes de la ciudad y de la provincia del Guayas.
En este campus se cursan las carreras de pregrado y postgrado pertenecientes a las Facultades de Ingeniería en: Electricidad y Computación (FIEC), Mecánica y Ciencias de la Producción (FIMCP), Ciencias Sociales y Humanísticas (FCSH), Ciencias de la Tierra (FICT), Ciencias Biológicas, Oceánicas y Recursos Naturales (FIMCBOR), y actualmente los edificios de la Facultad de Arte, Diseño y Comunicación Audiovisual (FADCOM) y del Centro de Lenguas Extranjeras (CELEX). 

## Ubicación geográfica
El campus Gustavo Galindo está ubicado al noroeste de la ciudad de Guayaquil en el centro del Bosque Protector Prosperina. La entrada a esta ciudad universitaria se encuentra en el km. 30½ de la Vía Perimetral de la ciudad. Tiene una extensión total aproximada de 724 hectáreas.
Las coordenadas geográficas del campus son: 2°09′38″S 79°57′01″O / -2.16056, -79.95028

## Historia
El crecimiento y la expansión de la ciudad de Guayaquil hacia una zona forestal que pertenecía históricamente a las haciendas Palobamba y Mapasingue, había originado la utilización indiscriminada de los recursos naturales sin criterios de desarrollo sustentable.
La Escuela Superior Politécnica del Litoral, que tenía su campus principal en Las Peñas, inició la construcción de un nuevo campus en la zona forestal y al poco tiempo aparecieron problemas hacia el área de estudio con la presencia de asentamientos humanos y de industrias como la Cemento Nacional. Para garantizar la protección de la zona, la Politécnica (como es conocida comúnmente), gestionó ante el Instituto Ecuatoriano Forestal y de Áreas Naturales y de Vida Silvestre (INEFAN) la declaratoria de los predios donde estaba asentado el Campus "Gustavo Galindo" en calidad de Bosques y Vegetación Protectora.
Mediante la Resolución número 0023, inscrita en el Registro Forestal, el INEFAN declaró a 570 hectáreas del predio de La Prosperina de propiedad de la Escuela Superior Politécnica del Litoral como Área de Bosques y Vegetación Protectores.